# Jurien (priimek)
Jurien je priimek več oseb:
- Jean Jurien, francoski admiral
- Pierre-Roch Jurien, francoski admiral